# هاري وورلي
هاري وورلي (بالإنجليزية: Harry Worley)‏ (25 نوفمبر 1988 في المملكة المتحدة - ) هو لاعب كرة قدم بريطاني في مركزي قلب الدفاع والدفاع. لعب مع أكسفورد يونايتد وتشيلسي وستوكبورت كونتي وستيفيناغ بوروه وليستر سيتي ونادي دونكاستر روفرز ونادي لوتون تاون ونيوبورت كونتي ونادي كارلايل يونايتد ونادي كرو ألكساندرا ونادي هارتلبول يونايتد.

## وصلات خارجية
- هاري وورلي على موقع قاعدة بيانات كرة القدم.إي يو (الإنجليزية)
- هاري وورلي على موقع Soccerbase.com (لاعب) (الإنجليزية)